# Rétbogárszerűek
A rétbogárszerűek (Scirtoidea) a rovarok (Insecta) osztályába, ezen belül a bogarak (Coleoptera) rendjébe és a mindenevő bogarak (Polyphaga) alrendjébe tartozó öregcsalád. Közepes méretű bogarak.

## Rendszerezés
Az öregcsaládba tartozó családok:
- Pöttömbogárfélék (Clambidae) (Fischer, 1821)
- Decliniidae (Nikitsky, Lawrence, Kirejtshuk and Gratshev, 1994)
- Álmarókafélék (Eucinetidae) (Lacordaire, 1857)
- Rétbogárfélék (Scirtidae) (Fleming, 1821)

## Képek

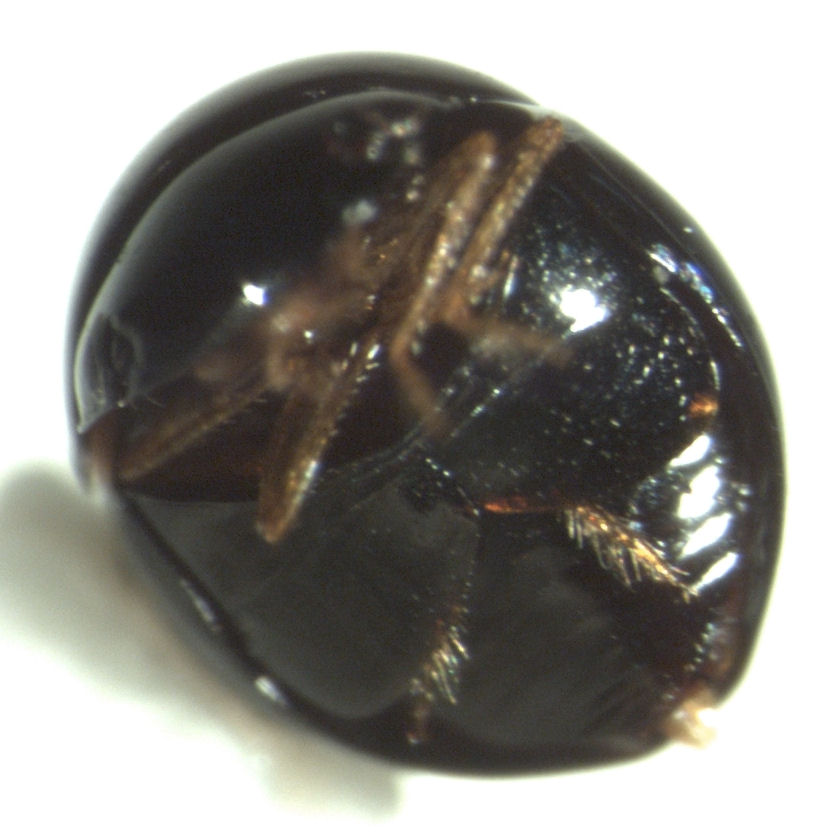
Clambus pluto (Pöttömbogárfélék)
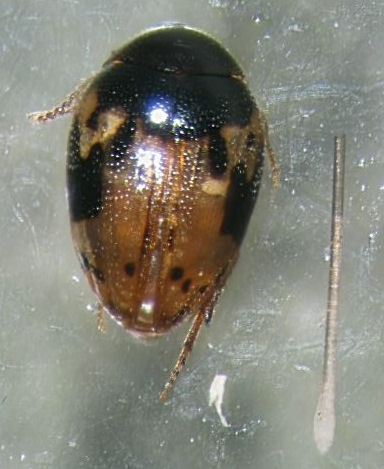
Noteucinetus nunni (Álmarókafélék)
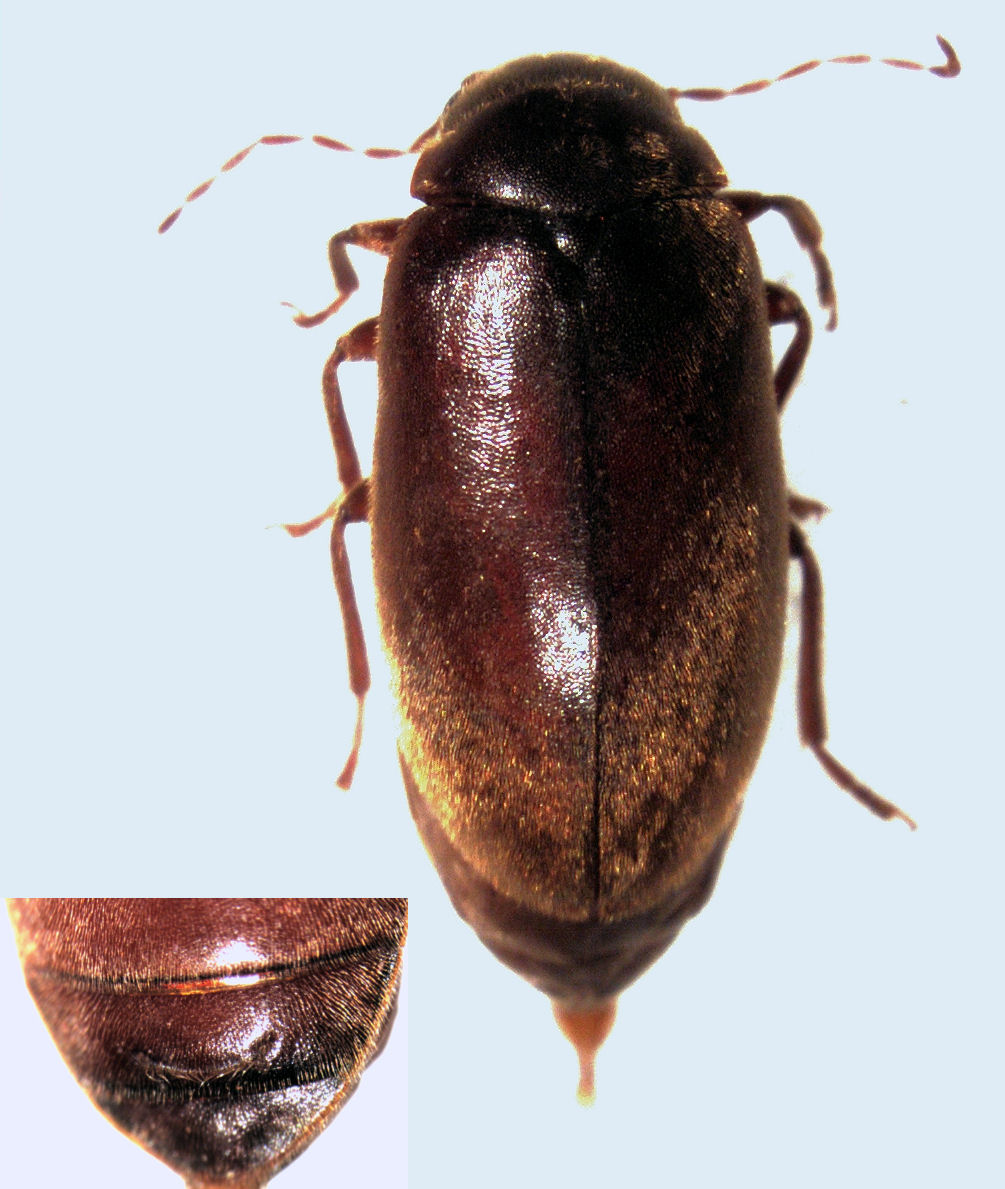
Cyphanodes vestitus (Rétbogárfélék)
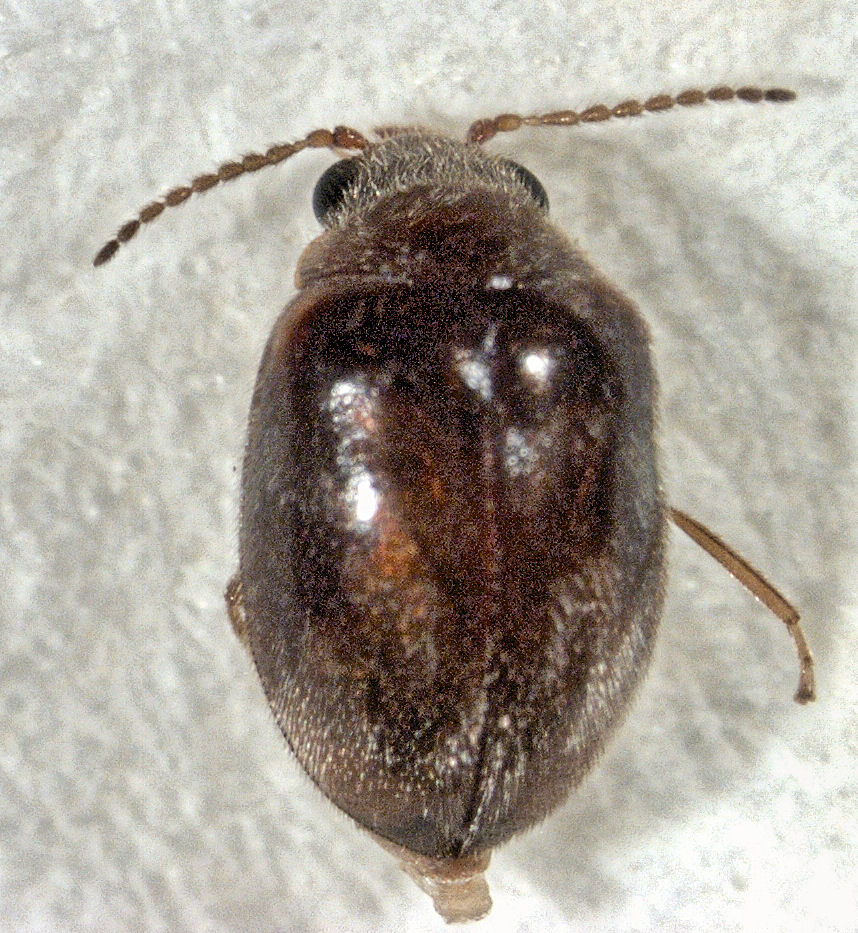
Cyphon princeps (Rétbogárfélék)